# Санфилиппо, Бруно
Бруно Санфилиппо (исп. Bruno Sanfilippo, 13 сентября 1965, Буэнос-Айрес) — аргентинский и испанский пианист и композитор итальянского происхождения.  

## Биография
Бруно Санфилиппо учился в консерватории в Буэнос-Айресе. Первые музыкальные сочинения написал в 1991 году, тогда же выпустил первый альбом на собственном лейбле ad21, который впоследствии стал платформой для выпуска и других релизов композитора. В 2001 переехал в Барселону. 
На композитора повлияли работы Иоганна Себастьяна Баха,  Сергея Рахманинова, Вангелиса, а также Эрика Сати и Арво Пярта. В его композициях можно услышать сочетание классических канонов, минимализма, нередко автор обращается и к электронной музыке. 
В 2015 году стал одним из хедлайнеров фестиваля LIFEM 2015 (Лондонского фестиваля исследовательской музыки), специализирующегося на минималистической музыке, вместе с Грегом Хейнсом, Вимом Мертенсом, Сильвианом Шово и другими.
Определенную известность он получил в среде поклонников хип-хопа, поскольку его композиция из альбома Ambessence Piano & Drones легла в основу популярного трека Started from the Bottom рэп-исполнителя Drake.

## Дискография
- Sons Of The Light (ad21, 1991)
- The New Kingdom (ad21, 1995)
- Solemnis (ad21, 1998)
- Suite Patagonia (ad21, 2000)
- Visualia (Neuronium Records, 2003)
- Indalo (ad21, 2004)
- Ad Libitum (ad21, 2004)
- Anthology 91-04 (Neuronium Records, 2005)
- InTRO (ad21, 2006)
- Piano Textures (ad21, 2007)
- Ambessence Piano & Drones (ad21, 2008)
- Auralspace (ad21, 2009)
- Piano Textures 2 (ad21, 2009)
- Cromo piano & drones (ad21, 2010)
- Subliminal Pulse (Spotted Peccary, 2011)
- Bioma (ad21, 2011)
- Urbs (Hypnos Recordings, 2012)
- Impromptu EP (ad21, 2012)
- Piano Texture Found EP (Laverna, 2012)
- Piano Textures 3 (ad21, 2012)
- ClarOscuro (ad21, 2014)
- Inside Life (ad21, 2015)
- Upon Contact Reworked (ad21, 2015)
- The Poet (1631Recordings, 2016)
- Piano Textures 4 (ad21, 2016)